# Sol Invictus (альбом)
| Совокупная оценка    | Совокупная оценка |
| Источник             | Оценка            |
| -------------------- | ----------------- |
| Metacritic           | 79/100            |
| Оценки критиков      |                   |
| Источник             | Оценка            |
| AllMusic             | [ 3 ]             |
| The A.V. Club        | B+                |
| Consequence of Sound | B                 |
| NME                  | [ 8 ]             |
| Paste                | 8.3/10            |
| Pitchfork            | 6.0/10            |
| Rolling Stone        | [ 11 ]            |

Sol Invictus (с лат. Непобедимое Солнце) — седьмой альбом американской рок-группы Faith No More, который вышел 19 мая 2015. Это первый студийный альбом группы с момента выхода Album of the Year в 1997 году, отметившийся самой большой разницей между выпусками двух альбомов группы, и их первый релиз на Reclamation Records. Sol Invictus это также первый альбом группы с 1992, который имеет тот же состав, что и предыдущий альбом (Album of the Year).
Это пятый альбом в сотрудничестве группы с давним продюсером Мэттом Уоллесом, на этот раз помогая с окончательным микшированием, а не более существенной продюсерской ролью.

## Предыстория
24 февраля 2009 года, после нескольких месяцев сплетен и слухов, группа Faith No More объявили о реформировании состава, идентичным альбому Album of the Year; воссоединившись они отправившись в тур под названием The Second Coming Tour. Чтобы совпасть с реюнион-туром группы, компания Rhino Entertainment выпустила шестой сборник Faith No More, The Very Best Definitive Ultimate Greatest Hits Collection — двойной альбом, который включает в себя их хит-синглы, би-сайды и раритеты, в Великобритании 8 июня. Faith No More затем играла на крупных европейских фестивалях, включая Фестиваль Download в Великобритании в июне, фестивали Hurricane и Southside в Германии, фестиваль Greenfield в Швейцарии, фестиваль Hove в Норвегии и фестиваль в Роскилле в Дании, среди других дат. Тур продолжался в 2010 году с выступлениями на фестивале Soundwave в австралийских городах в феврале и марте. Во время своего тура группа добавила каверы в свой репертуар, включая песню «Switch» группы Siouxsie and the Banshees.
После одиннадцатимесячного перерыва в ноябре 2011 года Faith No More отыграла четыре концерта в Южной Америке. В первую дату (8 ноября 2011 года) группа сыграла «таинственную песню», позже подтверждённую как «Matador», что привело к сплетням о новом материале. Они играли в Sonisphere France 7 июля 2012 года.
В интервью в январе 2013 года Майк Паттон предположил, что группа не будет оставаться активной после реюнион-тура, заявив, что «это как бы иссякло», и группа была «возможно, немного слишком сознательной для [их] собственного блага». В июле 2013 года Билли Гулд намекнул, что группа может записать новый материал в будущем, сказав: «Мы сделаем что-то снова, только когда все участники будут сосредоточены на этом и готовы к вызову. Сейчас не время…». 4 июля 2014 года Faith No More отыграли своё первое за два года шоу в Гайд-парке в Лондоне, поддерживая Black Sabbath. На этом шоу Faith No More дебютировали две новые песни «Motherfucker» и «Superhero» (также известные поклонникам как «Leader of Men»). 2 сентября Билл Гулд сообщил Rolling Stone, что Faith No More начала работу над новым альбомом. 10 февраля 2015 года группа объявила название своего нового альбома Sol Invictus, который должен был выйти 19 мая 2015 года.

## Стиль
На Sol Invictus группа отказалась от техники слэпа на басу и речитатива как это было на предыдущих релизах, вместо этого используя вокал среднего диапазона. В музыкальном плане альбом продолжает традицию группы экспериментировать в различных жанрах, включая пост-панк, хэви-метал, ска и даже панихиды.

## Список композиций
| №                   | Название             | Автор(ы)                   | Длительность |
| ------------------- | -------------------- | -------------------------- | ------------ |
| 1.                  | «Sol Invictus»       | Billy Gould, Mike Patton   | 2:37         |
| 2.                  | «Superhero»          | Mike Bordin, Gould, Patton | 5:15         |
| 3.                  | «Sunny Side Up»      | Gould, Patton              | 2:59         |
| 4.                  | «Separation Anxiety» | Bordin, Gould, Patton      | 3:44         |
| 5.                  | «Cone of Shame»      | Gould, Patton              | 4:40         |
| 6.                  | «Rise of the Fall»   | Bottum, Gould, Patton      | 4:09         |
| 7.                  | «Black Friday»       | Bordin, Gould, Patton      | 3:19         |
| 8.                  | «Motherfucker»       | Bottum, Patton             | 3:33         |
| 9.                  | «Matador»            | Gould, Patton              | 6:09         |
| 10.                 | «From the Dead»      | Gould, Patton              | 3:06         |
| Общая длительность: | Общая длительность:  | Общая длительность:        | 39:30        |

| №                   | Название                                      | Автор(ы)              | Длительность |
| ------------------- | --------------------------------------------- | --------------------- | ------------ |
| 11.                 | «Superhero Battaglia» (Alexander Hacke remix) | Bordin, Gould, Patton | 5:19         |
| Общая длительность: | Общая длительность:                           | Общая длительность:   | 44:49        |

## Участники записи
| Faith No More - Майк Бордин — ударные - Родди Боттум — клавишные, вокал - Билли Гулд — бас-гитара - Джон Хадсон — гитара - Майк Паттон — вокал | Запись - Билли Гулд — продюсирование, звукоинженер - Мэтт Уоллес — микширование - Маор Аппелбаум — мастеринг |

## Позиции в чартах

### Недельные чарты
| Чарт (2015)                                   | Максимальная позиция |
| --------------------------------------------- | -------------------- |
| Австралия (ARIA)                              | 2                    |
| Австрия (Ö3 Austria)                          | 7                    |
| Бельгия/Фландрия (Ultratop)                   | 4                    |
| Бельгия/Валлония (Ultratop)                   | 12                   |
| Нидерланды (Album Top 100)                    | 7                    |
| Финляндия (Suomen virallinen lista)           | 1                    |
| Германия (Offizielle Top 100)                 | 4                    |
| Венгрия (MAHASZ)                              | 4                    |
| Италия (Classifica album)                     | 20                   |
| Новая Зеландия (RMNZ)                         | 6                    |
| Швеция (Sverigetopplistan)                    | 27                   |
| Швейцария (Schweizer Hitparade)               | 3                    |
| Великобритания (UK Albums Chart)              | 6                    |
| Великобритания (UK Rock & Metal Albums Chart) | 1                    |
| США (Billboard 200)                           | 15                   |

### Годовые чарты
| Чарт (2015)              | Позиция |
| ------------------------ | ------- |
| Australian Albums (ARIA) | 80      |